# Dory (arma)
Dory (in greco antico: δόρυ?, dòry) era l'arma per eccellenza degli opliti della Grecia Antica. Era una lancia lunga 2-3 metri, con corpo in legno di corniolo o di frassino ed un peso di due chilogrammi.

## Descrizione
La punta in ferro a forma di foglia era lunga circa 30 centimetri ed era controbilanciata da un tallone metallico, il sauroter, ambedue le estremità erano congiunte all'asta tramite anelli in ferro e resina. La parte centrale veniva ricoperta con della stoffa per permettere all'oplita una presa più salda durante il combattimento.
Spesso il materiale usato per la parte terminale della lancia era il bronzo perché molto resistente alla corrosione, caratteristica importante perché questa era la parte che veniva appoggiata a terra. La forma poteva essere sferica oppure a punta per poter continuare ad usare l'arma in caso di rottura della lancia.
L'oplita greco impugnava la dory con la sola mano destra, reggendo con il braccio sinistro il pesante scudo in bronzo, l'oplon. La dory veniva utilizzata soprattutto di punta, non era un giavellotto che veniva lanciato per poi poter brandire l'arma corta; l'attacco poteva essere portato dall'alto verso il basso oppure dritto, sempre sopra lo scudo. Difficilmente un attacco poteva venire dal basso, almeno finché la formazione rimaneva compatta, perché questo movimento avrebbe obbligato il soldato a spostare lo scudo e quindi scoprire il proprio fianco e quello del proprio compagno..

## La forma
La parte posteriore della lancia era ricoperta da una punta chiamata sauroter (dal greco antico σαυρωτήρ, "Assassino di lucertole"). La punta essenzialmente serviva come contrappeso per dare equilibrio all'arma. La punta ha comunque altri tipi di utilizzi. Potrebbe essere adoperata per sollevare la lancia oppure come arma secondaria in caso di rottura della lancia stessa. Nel caso in cui l'asta si fosse rotta o se la punta in ferro fosse stata persa, la parte rimanente molto probabilmente poteva ancora funzionare. Anche se il suo raggio di combattimento si sarebbe ridotto, la lunghezza completa del dory avrebbe diminuito la probabilità di una singola rottura rendendola inefficace. Nonostante il dory non fosse un giavellotto, la sua forma aerodinamica permetteva anche di essere scagliato.

## Utilizzo nella falange
Nella falange, gli opliti con la dory si posizionavano nei ranghi posteriori della formazione, tenendo le loro lance in verticale. Il vantaggio più importante del dory stava nel fatto di tenere a distanza il nemico grazie alla lunghezza stessa della lancia durante una battaglia campale. Come per la xiphos, il quale era un'arma a una mano, la dory veniva tenuta nella mano destra mentre la mano sinistra veniva usata per sorreggere lo scudo dell'oplita.
La lancia veniva usata anche dall'esercito persiano sotto la guida di Dario I e Serse durante le loro rispettive campagne con le guerre persiane con una differenza sostanziale nella lunghezza, di fatto era più corta rispetto ai suoi avversari greci. La lunghezza del dory ha permesso a più ranghi di una formazione di impegnarsi simultaneamente durante il combattimento. La dory persiana ebbe un'evoluzione legata al combattimento contro la falange, fu costruita in modo da essere adeguata a sfondare le difese della fanteria greca, che impiegava il bronzo nella costruzione di scudi ed elmi. Gli opliti generalmente avevano un'armatura più pesante e corazzata rispetto ai loro rivali persiani.